# Ludwig Nicolaus von Hallart
Ludwig Nicolaus von Hallart (Allart), född 1659, död 1727, var en tysk friherre och militär.
Hallart föddes i Holstein, gjorde sig känd som en duglig fortifikationsofficer och blev sachsisk generallöjtnant. Han sändes 1700 av August II till ryska armén för att leda belägringsarbetena vid Narva. Han tillfångatogs i slaget här 1700, utväxlades 1705 mot Arvid Horn, gick därpå i rysk tjänst och deltog bland annat i fälttågen i Lillryssland 1708-09 och vid Pruth 1711. Under fälttågen i Tyskland 1712-13, då tjänstgjorde Hallart åter i sachsiska armén (men återvände sedermera till Ryssland och dog där).
Hallart har författat åtskilliga skildringar av de krigshändelser, i vilka han deltagit. En redogörelse för Narvas belägring av Hallart utgavs av Friedrich Bienemann 1894, en av Pruthfälttåget är tryckt i Karolinska krigares dagböcker (1913). En otryckt skildring av Stora Nordiska kriget 1699-1721 författad av Hallart har funnits i riksarkivet i Sankt Petersburg.